# Красноярский музыкальный театр
Красноя́рский музыка́льный теа́тр  — стационарный репертуарный театр. Разнообразие спектаклей включает в себя большое количество жанров — от классической оперетты до рок-опер и мюзиклов.

## История
В 1930 году была предпринята первая попытка открытия Красноярского театра музыкальной комедии. Просуществовав два сезона, в 1932 году театр закрылся на волне борьбы с космополитизмом.
В 1944 году секретарь Крайкома ВКП(б) И. Голубев направил письмо Председателю Совета народных комиссаров РСФСР Алексею Николаевичу Косыгину, где просил разрешить создать в Красноярске театр музыкальной комедии.

Из письма И. Голубева А. Косыгину:

«…прошу: 
1. Разрешить создать в г. Красноярске ещё один театр, в частности, театр музыкальной комедии. Для работы театра город располагает помещением Дворца культуры железнодорожников на 1200 мест. 
2. Перебазировать в Красноярск ансамбль Ленинградской оперетты в количестве 45 человек, имеющий библиотеку, костюмы, работающий третий год в г. Якутске и находящийся в ведении Сибирского отделения ВГКО. 
3. Ассигновать для этой цели 500 т.р. на организационный период и дотацию до конца года за счёт бюджета края»

Отдел мобилизации исполкома обязали направить в театр десять рабочих сцены, двух столяров, одного портного, одного сапожника, двух парикмахеров и двух бухгалтеров. Крайплану поручили выделить все необходимые материалы — гвозди, тёс, фанеру, краску и т. д. Крайторготдел обязали выделить сотрудникам театра пятьдесят пайков, двадцать обедов, необходимые материалы для оформления спектаклей: хлопчатки — две тысячи метров, шелка — тысячу метров, модельной обуви — пятьдесят пар. На предприятиях изготовили для театра мебель: сорок шифоньеров, двести стульев, пятьдесят кроватей, четыре гарнитура мягкой мебели.
Исполком Крайсовета и бюро Крайкома ВКП(б) постановили: «В соответствии с приказом Всесоюзного комитета по делам искусств СНК СССР создать в г. Красноярске краевой театр оперетты на базе ансамбля под руководством тов. Дагира З. Ю.».
Красноярский краевой театр музыкальной комедии был организован на базе эвакуированного в Сибирь Ансамбля оперетты Всесоюзного гастрольно-концертного объединения.
Театр открылся в ноябре 1944 года опереттой И. Кальмана «Марица». Однако и эта попытка оказалась неудачной. В 1950 году театр был закрыт. Оставшаяся часть труппы была переведена в Иркутск.
20 февраля 1959 года состоялось официальное открытие уже третьего в истории города Красноярского театра музыкальной комедии в помещении Дворца культуры железнодорожников. Первый директор — Н. Г. Ляпунов, главный режиссёр — Я. М. Корнблит, главный дирижер — С. Н. Бедерак. Первой постановкой стал спектакль Исаака Дунаевского «Вольный ветер».
26 сентября 1963 г. в театре, на слёте молодых строителей Сибири и Дальнего Востока, присутствовал первый в мире космонавт Ю. А. Гагарин.
В 1965 году в Красноярском театре музыкальной комедии был поставлен второй в СССР мюзикл (первый был в Одесском театре оперетты) «Моя прекрасная леди» Фредерика Лоу. До середины 1980-х годов постановка значилась в репертуаре как оперетта. В то же время на сцене театра шли такие спектакли как «Марица» Имре Кальмана, «Цыганская любовь» и «Веселая вдова» Франца Легара, «Цветок Миссисипи» Джерома Керна.
В 1981 году здание театра было закрыто на реконструкцию. Труппа была вынуждена переехать в Дворец культуры комбайностроителей, имевшим меньшую сцену и более тесные помещения. Именно на сцене ДК комбайностроителей были поставлены первые экспериментальные рок-оперы «Девушка и смерть» Евгения Лапейко и «Прометей» Леонида Волоха.
В 1993 году состоялся переезд театра в новое здание, перестроенное по проекту члена-корреспондента Российской Академии художеств, заслуженного архитектора России, почётного гражданина города Красноярска Арэга Демирханова.
Новое здание получило зал на 800 зрителей, сцену с современным освещением и оборудованием, светлые классы для репетиций и уютные гримёрки для артистов. Перед началом спектаклей в холле театра играет музыка и работает световой фонтан. 
В 2006 году в театре появился Малый зал.
В июне 2008 года Красноярский государственный театр музыкальной комедии был реорганизован в Красноярский музыкальный театр, что дало возможности расширить репертуар театра.

## Награды
На XI Международном театральном форуме «Золотой Витязь» в рамках IV Славянского форума искусств Красноярский музыкальный театр получил главную награду форума — большого «Золотого Витязя» и диплом за спектакль «Царевич».
В 2019 году дирижёр театра Валерий Шелепов стал лауреатом театральной премии «Золотая маска» за спектакль «Винил» в номинации «Оперетта — мюзикл / Работа дирижёра».
24 июня 2024 года в Москве в Государственном академическом театре им. Евгения Вахтангова состоялась церемония вручения Российской Национальной Театральной премии «Золотая Маска», по итогам которой, спектакль «Орёл и Ворон» Красноярского музыкального театра был признан лучшей постановкой в номинации «Оперетта/мюзикл».
Обладателем приза за лучшую мужскую роль в этом жанре также стал солист Красноярского музыкального театра - Станислав Сикирин, за роль Петра Андреевича Гринёва в постановке «Орёл и Ворон».
Кроме того, решением жюри присуждена ещё одна «Золотая Маска» композитору рок-оперы «Орёл и Ворон» Артуру Байдо «За создание музыки к спектаклю».

## Труппа
В разные годы в театре работали: дирижёр — заслуженный артист России Юрий Поломский; режиссёр и художественный руководитель театра — Вячеслав Цюпа, режиссёр Семён Штивельман; артисты-вокалисты — народная артистка России Тамара Агапова; заслуженные артисты РСФСР Тамара Аксёнова, Клавдия Гегель-Бородина, Василий Эмирзиади, Игорь Безуглов, Ювеналий Ефимов; заслуженные артисты России Людмила Шлянцева, Наталья Горячева, Ольга Мещерякова, Георгий Мотинов,  Александр Александров, Михаил Михайлов, Виктор Савченков, Святослав Олейник, Юрий Молодов, Василий Вавилов; солистка балета заслуженная артистка РСФСР Ольга Грабовская;  заслуженный артист Карельской АССР Аркадий Краверский; артисты Галина Шведчикова, Сергей Орландо, Тамара Михайлова, Аркадий Краверский, Игорь Михайлов, В. Машук, Лилиан Унгар, Ирина Мезит, П. Кисленко, В. Французова, К. Аркадьев, Раиса Прозоровская, Николай Галактионов и др.; солисты балета — Л. Барышев, И. Иванова, Михаил Скубенко, Т. Назари-Назарова и другие.
В труппе (2023): заслуженные артисты России — Ирина Бойко, Галина Кичка, Светлана Колеватова, Светлана Кольянова, Валентина Литвина, Александр Литвинов, Владислав Питальский, Владимир Родин; артисты Виктор Артемьев, Галина Артемьева, Людмила Гох, Николай Галактионов и другие.
Музыкальный руководитель театра и главный дирижёр — Валерий Николаевич Шелепов, главный балетмейстер — Артём Анатольевич Игнатьев, главный режиссёр  — Джемма Андраниковна Аветисян, главный хормейстер — Ольга Сергеевна Ерченко.